# Bläserklasse

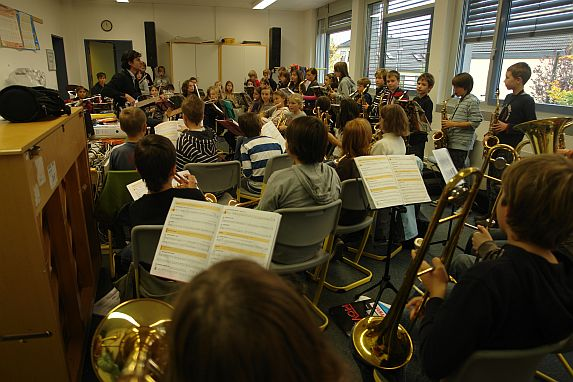
Bläserklasse

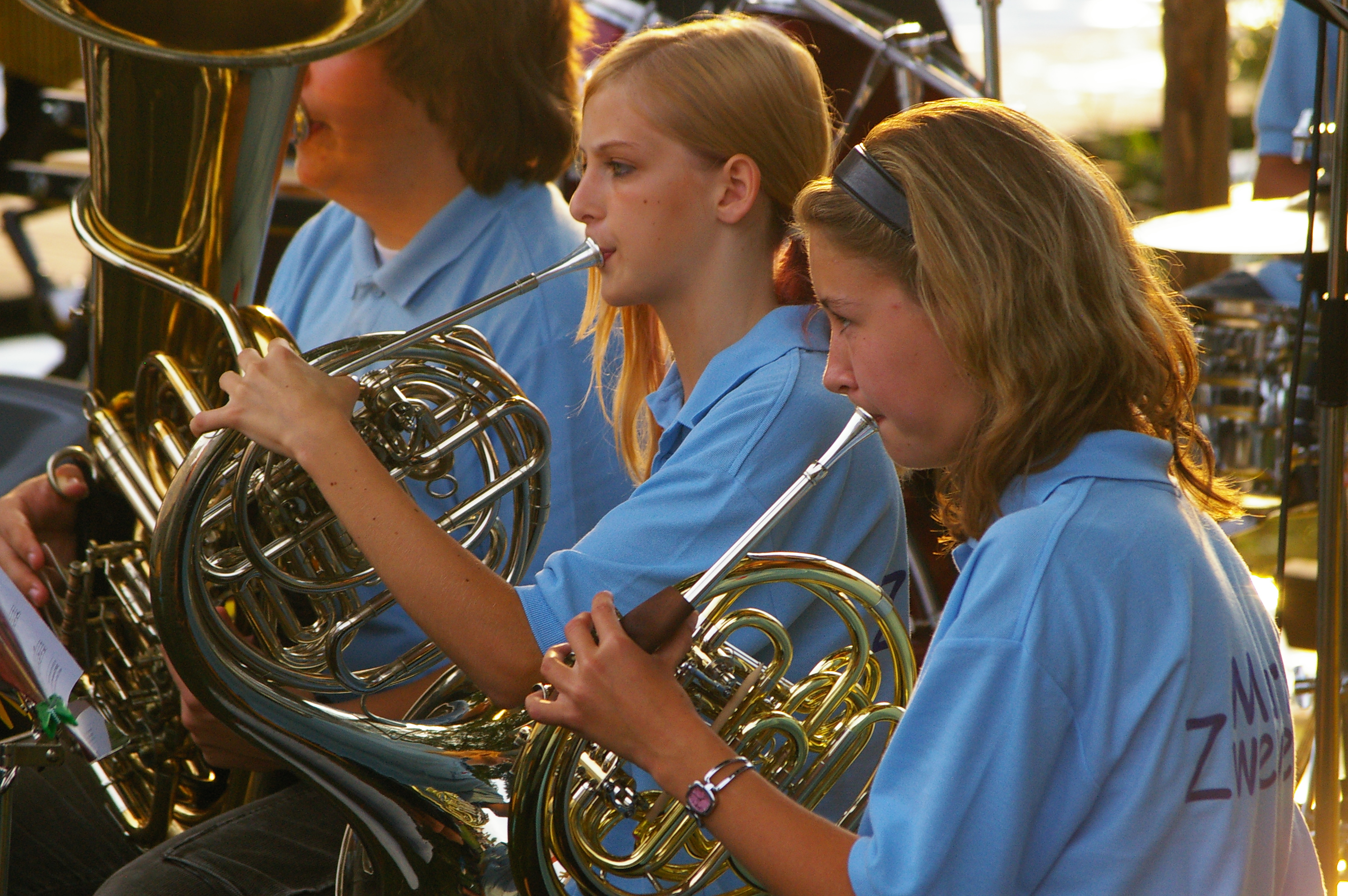
Blechbläser in einem Jugendorchester

Die Bläserklasse ist eine Schulklasse, die statt am herkömmlichen Musikunterricht, an einer anderen Form des Musikunterrichts teilnimmt. Alle Schüler erlernen während mindestens zwei Schuljahren ein Blasinstrument oder auch das Schlagzeug, die Klasse bildet ein Sinfonisches Blasorchester. 
Zusätzlich werden auch Stunden eingerichtet, in denen die Kinder mit anderen Schülern, die das gleiche Instrument spielen, von einem Lehrer unterrichtet werden (Registerunterricht). Eine besondere musikalische Begabung wird dabei nicht vorausgesetzt, im Mittelpunkt steht das Bestreben, auf diese Weise ein langfristiges Interesse an Musik zu vermitteln und die Freude an gemeinsamen Erfolgen zur Stärkung des Klassenverbundes zu nutzen. Die wissenschaftliche Basis bildet eine Studie, der zufolge das Musizieren von Kindern und Jugendlichen deren Lernverhalten und Konzentrationsfähigkeit verbessern soll. 
Der Begriff Bläserklasse wird auch allgemein für das gemeinschaftliche Erlernen von Blasorchesterinstrumenten nach dem Konzept der Bläserklassen verwendet.

## Konzept
Es existieren verschiedene Konzepte zum Einrichten von Bläserklassen, die sich in den wesentlichen Elementen ähneln. 
Eine Bläserklasse unterscheidet sich zunächst nicht von einer normalen Schulklasse. Der Musikunterricht einer Bläserklasse ist jedoch ein auf zwei Jahre angelegter Klassenmusizierkurs, der in der Stundentafel der allgemeinbildenden Schulen verankert ist. In den weiterführenden Schulen sind dies im Regelfall die Klassenstufen fünf und sechs. Zudem gibt es Grundschulen, die schon in der 3. und 4. Klassenstufe Musikunterricht als Bläserklassenunterricht anbieten. 
Jedes Bläserklassenkind erhält ein Leihinstrument, für das es die Verantwortung übernimmt. Häufig eingesetzte Instrumente sind z. B. Querflöte, Klarinette, Saxofon, Trompete, Posaune, Euphonium, Tuba und Schlagzeug. Oboe und Fagott werden in einer Bläserklasse oft nicht besetzt, da sie schwierig zu spielen und vor allem in der Anschaffung teuer sind, aber werden immer häufiger eingesetzt damit die Schüler von Anfang an ein besseres Sounderlebnis haben und deswegen mehr Spaß an der Bläserklasse haben. Es gibt auch Bläserklassen die nur mit Blechblässern arbeiten. Diese werden häufig bei Brass Bands eingesetzt. Für das gemeinsame Erlernen der Instrumente in der Gruppe ist es wichtig, dass jedes Kind ein Instrument erlernt, das ihm neu ist.
In der Gemeinschaft der Klasse erlernen die Kinder zeitgleich ihr Orchesterblasinstrument im Klassenverband; es werden keine musikalischen Vorkenntnisse vorausgesetzt. Alle Schüler musizieren von Beginn an im Klassenblasorchester, durch eine ausgewogene Besetzung wird erreicht, dass von Beginn an ein voller Orchesterklang herrscht. Teil des Konzeptes ist ein auf Kinder und Jugendliche abgestimmtes Notenmaterial – oft mit bekannten Titeln aus Pop, Jazz und Klassik –, das an den Lernfortschritt angepasst ist.
Der Lernstoff der Bläserklasse ist lehrplankonform und den in den neuen Lehrplänen enthaltenen Bildungsstandards wird Rechnung getragen. Zusätzlich hält sich der Lernstoff an den Junior(E-Prüfungen) und der D-Prüfungen der Musikschulen Bayern und ist somit in allen anderen Bereichen Deutschlands auch möglich zu nutzen, da die E- und D-Prüfungen in Bayern am schwersten sind.
Bläserklassenunterricht ist handlungsorientierter Unterricht und gilt daher als zeitgemäß. Im Idealfall hat eine Bläserklasse drei oder zwei Musikstunden (je nach Lehrplan des Faches Musik und Fächerplan des (Bundes-)Landes) wöchentlich, die durch eine Stunde Instrumentalunterricht in der Gruppe ergänzt werden. Durch öffentliche Auftritte öffnet sich für die Kinder der Schulalltag, und sie machen ganz neue Erfahrungen. 
Der Klassenmusizierunterricht muss durch einen qualifizierten Instrumentalunterricht in Kleingruppen ergänzt werden. Hierzu können die allgemeinbildenden Schulen beispielsweise mit Musikschulen kooperieren. Oft gibt es auch eine Zusammenarbeit mit einem qualifizierten Blasorchester am Ort. Die Instrumentallehrer können in der Kleingruppe detailliertere Kenntnis von Instrument und Spieltechnik vermitteln als das im Gesamtverband möglich ist.
Nachdem die Unterrichtsmodalitäten zwischen den Schulleitern der betreffenden Schule und der Musikschule geklärt sind, beschafft z. B. der Förderverein der Schule die Instrumente, die in der Bläserklasse gespielt werden. Dies geschieht meistens über ein örtliches Musikgeschäft. Hierzu gibt es günstige Leasingverträge, die üblicherweise über 48 Monate angelegt sind. Bis zur Abzahlung der Instrumente bleiben diese in der Verwaltung des Fördervereins und können anschließend in das Eigentum der Schule übergehen. Teilweise werden auch Leihinstrumente durch Musikschulen, Orchester oder Verbände bereitgestellt. Diese Kosten und auch die anfallenden Kosten für die Musikschullehrer können nicht nur von der Schule alleine getragen werden, sondern müssen im Sinne einer Mischfinanzierung auch durch Fördermittel oder von den Eltern mitgetragen werden. Deshalb bedarf der Eintritt in die Bläserklasse einer verbindlichen Anmeldung durch die Eltern, in der diese sich schriftlich bereit erklären, diese Kosten mitzutragen. Nach Beginn des Schuljahres kann ein Schüler aus der Bläserklasse nicht mehr in eine andere Klasse wechseln.
Die Steigerung der Konzentrations- und Lernfähigkeit durch die regelmäßige Ausübung eines Instruments ist wissenschaftlich nachgewiesen. Bessere Lernleistungen können durch die gemeinsame Arbeit an einem Klassenziel erreicht werden. Die Klassen- und Orchestergemeinschaft bewirkt aber auch soziale Lerneffekte wie Teamfähigkeit, gegenseitige Rücksichtnahme, Kooperations- und Hilfsbereitschaft. Durch Auftritte und Konzerte erfahren Bläserklassenschüler Anerkennung und Lob, was sich positiv auf das Selbstwertgefühl der Kinder auswirkt. In Bläserklassen herrscht ein sehr hohes Motivationsklima.

## Geschichte
Bläserklassen existierten in den USA schon lange, bevor der ostwestfälische Musikpädagoge Wolfgang Feuerborn am Gymnasium Nepomucenum Rietberg zum ersten Mal in Deutschland ein Konzept für Klassenmusizieren mit Orchesterinstrumenten entwickelte. Seit dem Beginn seiner Zusammenarbeit mit der Yamaha Corporation im Jahr 1996 verbreitet sich die Idee in ganz Deutschland.
Durch Lehrerfortbildungen wurden nach und nach viele Pädagogen für das neue Konzept gewonnen. Nach Zeiten des Zuspruchs, aber auch der Anfeindung durch etablierte Kollegen setzt sich das Modell Bläserklasse zunehmend bundesweit durch und wird in den Lehrplänen aller Bundesländer berücksichtigt.
Beginnend mit dem Jahr 2001 findet jährlich ein Bläserklassenkongress für aktive Bläserklassenleiter statt.
Seit 2005 wird das Konzept auch in das nicht deutschsprachige europäische Ausland exportiert.
Im März 2015 wurde mit dem 1st European Classband Festival in Riva del Garda in Italien ein weiterer Höhepunkt der Entwicklung erreicht.